# Repêchage d'expansion de la LNH 1991
Ne pas confondre avec le repêchage d'entrée dans la LNH 1991.
1979 1992
Le repêchage d'expansion de la LNH de 1991 est, en fait, un repêchage de dispersion. En 1978, les North Stars du Minnesota fusionnent avec les Barons de Cleveland pour ne former qu'un seul club, les North Stars du Minnesota, qui absorbent les joueurs des Barons. En 1991, on décide de dissoudre cette franchise afin de créer une seconde équipe, les Sharks de San José, qui fait son apparition dans la ligue pour la saison 1991-1992.
Cette décision fait suite à la demande des propriétaires des North Stars, George et Gordon Gund, de relocaliser leur franchise dans le secteur de la Baie de San Francisco, en raison de la baisse de spectateurs lors des matchs des North Stars. La LNH, voulant maintenir une présence au Minnesota, qui est l'un des États américains les plus friands de hockey sur glace, refusent le déménagement. Ils acceptent cependant la dissolution de l'ancienne fusion entre les North Stars et les Barons et de localiser le nouveau club dans le secteur convoité, laissé dépourvu de hockey depuis le départ des Seals d'Oakland en 1976.

## Déroulement
Le repêchage est divisé en deux phases. Au cours de la première, qui se déroule avant le repêchage proprement dit, les deux équipes ont chacune 10 choix et doivent choisir un joueur laissé sans protection au sein de chacune des équipes de la LNH. Au cours de la seconde phase, les Sharks et les North Stars se partagent les joueurs appartenant aux North Stars laissés sans protection en choisissant tour à tour, jusqu'à ce que les Sharks aient 30 joueurs. 

## Les choix

### Phase 1
| Rang | Équipe    | Joueur               | Position | Repêché de             |
| ---- | --------- | -------------------- | -------- | ---------------------- |
| 1    | San José  | Jeff Hackett         | G        | Islanders de New York  |
| 2    | Minnesota | Rob Ramage           | D        | Maple Leafs de Toronto |
| 3    | San José  | Jayson More          | D        | Canadiens de Montréal  |
| 4    | Minnesota | Dave Babych          | D        | Whalers de Hartford    |
| 5    | San José  | Rick Lessard         | D        | Flames de Calgary      |
| 6    | Minnesota | Allan Pedersen       | D        | Bruins de Boston       |
| 7    | San José  | Bob McGill           | D        | Blackhawks de Chicago  |
| 8    | Minnesota | Charlie Huddy        | D        | Oilers d'Edmonton      |
| 9    | San José  | Tim Kerr             | A        | Flyers de Philadelphie |
| 10   | Minnesota | Kelly Kisio          | A        | Rangers de New York    |
| 11   | San José  | Jeff Madill          | A        | Devils du New Jersey   |
| 12   | Minnesota | Randy Gilhen         | A        | Penguins de Pittsburgh |
| 13   | San José  | David Bruce          | A        | Blues de Saint-Louis   |
| 14   | Minnesota | Rob Murray           | A        | Capitals de Washington |
| 15   | San José  | Greg Paslawski       | A        | Sabres de Buffalo      |
| 16   | Minnesota | Tyler Larter         | A        | Jets de Winnipeg       |
| 17   | San José  | Bengt-Åke Gustafsson | A        | Red Wings de Détroit   |
| 18   | Minnesota | Jim Thomson          | A        | Kings de Los Angeles   |
| 19   | San José  | Craig Coxe           | A        | Canucks de Vancouver   |
| 20   | Minnesota | Guy Lafleur          | A        | Nordiques de Québec    |

### Phase 2
| Rang | Joueur                | Position |
| ---- | --------------------- | -------- |
| 1    | Shane Churla          | AD       |
| 2    | Brian Hayward         | G        |
| 3    | Neil Wilkinson        | D        |
| 4    | Rob Zettler           | D        |
| 5    | Ed Courtenay          | AD       |
| 6    | Kevin Evans           | AG       |
| 7    | Link Gaetz            | D        |
| 8    | Dan Keczmer           | D        |
| 9    | Dean Kolstad          | D        |
| 10   | Peter Lappin          | AD       |
| 11   | Pat MacLeod           | D        |
| 12   | Mike McHugh           | AG       |
| 13   | Jarmo Myllys          | G        |
| 14   | Jean-François Quintin | AG       |
| 15   | Scott Cashman         | G        |
| 16   | Murray Garbutt        | C        |
| 17   | Rob Gaudreau          | AD       |
| 18   | Arturs Irbe           | G        |
| 19   | Shaun Kane            | D        |
| 20   | Larry Olimb           | D        |
| 21   | Tom Pederson          | D        |
| 22   | Bryan Schoen          | G        |
| 23   | John Weisbrod         | C        |
| 24   | Doug Zmolek           | D        |